# Nati nel 1996/Gennaio
| Questa pagina contiene informazioni ricavate automaticamente dalle voci biografiche con l'ausilio del template Bio e di un bot. L'aggiornamento è periodico e automatico e ricostruisce completamente la pagina. Se manca una persona in questa lista, sei pregato di non aggiungerla, ma accertati piuttosto che la sua voce biografica contenga il template Bio e che i dati anagrafici siano correttamente compilati. Se il template Bio manca, inseriscilo tu stesso o, in alternativa, metti l'avviso {{tmp\|Bio}} che ne segnala la mancanza. Se i dati riportati sono sbagliati, correggi direttamente la voce biografica; le modifiche saranno visibili in questa lista entro pochi giorni. Per chiarimenti vedi il progetto biografie. La lista contiene solo le 564 persone che sono citate nell'enciclopedia e per le quali è stato implementato correttamente il template Bio. Pagina aggiornata al 18 ago 2025. |

- 1º gennaio - Ala Addin Mahdi, calciatore yemenita
- 1º gennaio - Joseph Areruya, ex ciclista su strada ruandese
- 1º gennaio - Ahmed Ashkar, calciatore siriano
- 1º gennaio - Amadou Bakayoko, calciatore sierraleonese
- 1º gennaio - Yaya Banhoro, calciatore burkinabé
- 1º gennaio - Fiorella Chiappe, ostacolista e multiplista argentina
- 1º gennaio - Mahmoud Dahoud, calciatore tedesco
- 1º gennaio - Pape Diop, cestista senegalese
- 1º gennaio - Issa Djibrilla, calciatore nigerino
- 1º gennaio - Marius Funk, calciatore tedesco
- 1º gennaio - Runa Greiner, attrice tedesca
- 1º gennaio - Rigbe Habteslasie Tesfamariam, mezzofondista eritrea
- 1º gennaio - Andreas Pereira, calciatore belga
- 1º gennaio - Mathias Jensen, calciatore danese
- 1º gennaio - Dawid Kwiatkowski, cantante e personaggio televisivo polacco
- 1º gennaio - Brighton Labeau, calciatore francese
- 1º gennaio - Habib Maïga, calciatore ivoriano
- 1º gennaio - Atomu Mizuishi, attore giapponese
- 1º gennaio - Ernest Ohemeng, calciatore ghanese
- 1º gennaio - Ibrahima Sory Sankhon, calciatore guineano
- 1º gennaio - Yasir Subaşı, calciatore turco
- 1º gennaio - Michail Šybun, calciatore bielorusso
- 2 gennaio - Nana Opoku Ampomah, calciatore ghanese
- 2 gennaio - Deaken Bluman, attore statunitense
- 2 gennaio - Jonah Bolden, cestista australiano
- 2 gennaio - Darwin Echeverry, velocista spagnolo
- 2 gennaio - Gustavo Ferrareis, calciatore brasiliano
- 2 gennaio - Erika Furlani, altista italiana
- 2 gennaio - Lucien Koch, ex snowboarder svizzero
- 2 gennaio - Jules Lapierre, fondista francese
- 2 gennaio - Kamil Małecki, ciclista su strada polacco
- 2 gennaio - Yosh Nijman, giocatore di football americano statunitense
- 2 gennaio - Ferdinand Omanyala, velocista keniota
- 2 gennaio - Alperi Onar, cestista turca
- 2 gennaio - Viv Solomon-Otabor, calciatore inglese
- 2 gennaio - Claudio Villagra, calciatore argentino
- 2 gennaio - Laila Youssifou, canottiera olandese
- 2 gennaio - Yu Xiaoyu, pattinatrice artistica su ghiaccio cinese
- 2 gennaio - Lourency, calciatore brasiliano
- 2 gennaio - Cihat Çelik, calciatore olandese
- 3 gennaio - Seol In-ah, attrice sudcoreana
- 3 gennaio - Gunnar Bentz, ex nuotatore statunitense
- 3 gennaio - Richárd Bereczki, pentatleta ungherese
- 3 gennaio - Yuri Farneti, giocatore di squash italiano
- 3 gennaio - Rodrigo Fernández, calciatore uruguaiano
- 3 gennaio - Issa Kallon, calciatore olandese
- 3 gennaio - Ercan Kara, calciatore austriaco
- 3 gennaio - DeShone Kizer, giocatore di football americano statunitense
- 3 gennaio - Axel Louissaint, cestista svizzero
- 3 gennaio - Dragan Lovrić, calciatore croato
- 3 gennaio - Marko Marić, calciatore austriaco
- 3 gennaio - Martino Mastellari, cestista italiano
- 3 gennaio - Jordy Monroy, calciatore colombiano
- 3 gennaio - Anna Nicoletti, pallavolista italiana
- 3 gennaio - Umar Nurmagomedov, lottatore russo
- 3 gennaio - Calvin Oftana, cestista filippino
- 3 gennaio - Léo Ortiz, calciatore brasiliano
- 3 gennaio - Franco Pizzichillo, calciatore uruguaiano
- 3 gennaio - Florence Pugh, attrice britannica
- 3 gennaio - Stefan Simić, cestista serbo
- 3 gennaio - Curro Sánchez, calciatore spagnolo
- 3 gennaio - Zoe Tavarelli, attrice italiana
- 3 gennaio - Kristy Wallace, cestista australiana
- 3 gennaio - David Wieczorek, pallavolista statunitense
- 3 gennaio - Mzamiru Yassin, calciatore tanzaniano
- 4 gennaio - Narek Aslanyan, ex calciatore armeno
- 4 gennaio - William Barta, ciclista su strada statunitense
- 4 gennaio - Cédric Cordey, giocatore di football americano e allenatore di football americano svizzero
- 4 gennaio - Michael Dickson, giocatore di football americano australiano
- 4 gennaio - Tatiana Geōrgiou, calciatrice greca
- 4 gennaio - Akil Gjakova, judoka kosovaro
- 4 gennaio - Nico Hernández, pugile statunitense
- 4 gennaio - Marcus Ingvartsen, calciatore danese
- 4 gennaio - Ákos Kecskés, calciatore ungherese
- 4 gennaio - Tanner Krebs, cestista australiano
- 4 gennaio - Dillon Lewis, rugbista a 15 britannico
- 4 gennaio - Emma Mackey, attrice e ex modella francese
- 4 gennaio - Ramón Martínez, calciatore paraguaiano
- 4 gennaio - Joshua Miles, giocatore di football americano statunitense
- 4 gennaio - Tatenda Mkuruva, calciatore zimbabwese
- 4 gennaio - Jasmine Paolini, tennista italiana
- 4 gennaio - Maxim Plakushchenko, calciatore ucraino
- 4 gennaio - Lene Retzius, astista norvegese
- 4 gennaio - JB, rapper svedese
- 4 gennaio - Hendrik Schwarz, giocatore di football americano tedesco
- 4 gennaio - Vítor Tormena, calciatore brasiliano
- 4 gennaio - Tsunami, calciatore brasiliano
- 4 gennaio - Xue Yangdong, schermidore cinese
- 5 gennaio - Dzinara Alimbekava, biatleta bielorussa
- 5 gennaio - Tove Almqvist, calciatrice svedese
- 5 gennaio - Ilaria Alunno, ex calciatrice italiana
- 5 gennaio - Maxim Baldry, attore britannico
- 5 gennaio - Franco Colela, calciatore argentino
- 5 gennaio - Nicol Delago, sciatrice alpina italiana
- 5 gennaio - Ilija Đoković, cestista serbo
- 5 gennaio - Abo Eisa, calciatore sudanese
- 5 gennaio - Joschka Ferner, cestista tedesco
- 5 gennaio - Patrick Huston, arciere britannico
- 5 gennaio - Tino Kadewere, calciatore zimbabwese
- 5 gennaio - Kevin Lilliana, modella indonesiana
- 5 gennaio - Zinédine Machach, calciatore francese
- 5 gennaio - Marianna Maggipinto, pallavolista italiana
- 5 gennaio - Daxter Miles, cestista statunitense
- 5 gennaio - Luka Mkheidze, judoka francese
- 5 gennaio - Evgheni Oancea, calciatore moldavo
- 5 gennaio - Malachi Richardson, cestista statunitense
- 5 gennaio - Jon Rivera, pallavolista portoricano
- 5 gennaio - Zach Smith, cestista statunitense
- 5 gennaio - Shaquill Sno, calciatore olandese
- 5 gennaio - Nicolás Tripichio, calciatore argentino
- 5 gennaio - Tyler Ulis, ex cestista e allenatore di pallacanestro statunitense
- 5 gennaio - Iosefo Verefou, calciatore figiano
- 5 gennaio - Rodrigo Ābols, hockeista su ghiaccio lettone
- 6 gennaio - João Oliveira, calciatore svizzero
- 6 gennaio - Jamıla Bakbergenova, lottatrice kazaka
- 6 gennaio - Madina Bakbergenova, lottatrice kazaka
- 6 gennaio - Fernando Barceló, ciclista su strada spagnolo
- 6 gennaio - Sjoerd Bax, ciclista su strada olandese
- 6 gennaio - Mohamed Ben Salem, calciatore tunisino
- 6 gennaio - Noah Brown, giocatore di football americano statunitense
- 6 gennaio - Idan Cohen, calciatore israeliano
- 6 gennaio - Shay Colley, cestista canadese
- 6 gennaio - Nenad Cvetković, calciatore serbo
- 6 gennaio - Courtney Eaton, modella e attrice australiana
- 6 gennaio - Vsevolod Ermakov, calciatore russo
- 6 gennaio - Grant Haley, giocatore di football americano statunitense
- 6 gennaio - Jordan Howard, cestista statunitense
- 6 gennaio - Sammi Kinghorn, atleta paralimpica britannica
- 6 gennaio - Michael Lercher, calciatore austriaco
- 6 gennaio - Rafael Matos, tennista brasiliano
- 6 gennaio - Kerim Memija, calciatore bosniaco
- 6 gennaio - Thiago Mosquito, calciatore brasiliano
- 6 gennaio - Kenneth Muguna, calciatore keniota
- 6 gennaio - Miki Núñez, cantante e conduttore televisivo spagnolo
- 6 gennaio - Jana Pavlova, ginnasta russa
- 6 gennaio - Léo Pelé, calciatore brasiliano
- 6 gennaio - Kishan Shrikanth, regista e attore indiano
- 6 gennaio - Cam Sims, giocatore di football americano statunitense
- 6 gennaio - Joonas Vahtera, calciatore finlandese
- 6 gennaio - Donát Zsótér, calciatore ungherese
- 7 gennaio - Petros Avetisyan, calciatore armeno
- 7 gennaio - Oğulcan Baykan, cestista turco
- 7 gennaio - Adam Beard, rugbista a 15 britannico
- 7 gennaio - Marcelo Benevenuto, calciatore brasiliano
- 7 gennaio - Fu Yuanhui, nuotatrice cinese
- 7 gennaio - Gabrielle Haugh, modella e attrice statunitense
- 7 gennaio - Juan Infante, calciatore argentino
- 7 gennaio - Mikkel Pedersen, calciatore danese
- 7 gennaio - Božica Mujović, cestista montenegrina
- 7 gennaio - Marie-Therese Obst, giavellottista norvegese
- 7 gennaio - Tito Okello, calciatore ugandese
- 7 gennaio - Julien Paul, giocatore di badminton mauriziano
- 7 gennaio - Franjo Prce, calciatore croato
- 7 gennaio - Tiata Scambray, pallavolista statunitense
- 7 gennaio - Tre'Quan Smith, giocatore di football americano statunitense
- 7 gennaio - Isaac Success, calciatore nigeriano
- 7 gennaio - Jun'ya Suzuki, calciatore giapponese
- 7 gennaio - Soufiane el-Bakkali, siepista marocchino
- 8 gennaio - Rewan Amin, calciatore iracheno
- 8 gennaio - Alkhaly Bangoura, calciatore guineano
- 8 gennaio - Niklas Castro, calciatore cileno
- 8 gennaio - Yuri Antônio Costa da Silva, calciatore brasiliano
- 8 gennaio - Sasalak Haiprakhon, calciatore thailandese
- 8 gennaio - Huang Sijing, cestista cinese
- 8 gennaio - Lin Ivarsson, ex sciatrice alpina svedese
- 8 gennaio - Tyron Johnson, giocatore di football americano statunitense
- 8 gennaio - Kent Main, ciclista su strada sudafricano
- 8 gennaio - Piero Maric, taekwondoka croato
- 8 gennaio - Mi Yuting, goista cinese
- 8 gennaio - Obbi Oularé, calciatore belga
- 8 gennaio - Khylin Rhambo, attore statunitense
- 8 gennaio - Filip Sasínek, mezzofondista ceco
- 8 gennaio - Anthony Talo, calciatore e giocatore di calcio a 5 salomonese
- 8 gennaio - Matthew Teggart, ex ciclista su strada irlandese
- 8 gennaio - GDRN, cantante e attrice islandese
- 9 gennaio - Suhail Al-Noubi, calciatore emiratino
- 9 gennaio - Cecilia Bertozzi, attrice italiana
- 9 gennaio - Agustín Bolívar, calciatore argentino
- 9 gennaio - Péter Holoda, nuotatore ungherese
- 9 gennaio - Ana Filipa Martins, ginnasta portoghese
- 9 gennaio - Fernand Mayembo, calciatore congolese (Repubblica del Congo)
- 9 gennaio - Marouane Sahraoui, calciatore tunisino
- 9 gennaio - Fabio Viola, pallanuotista italiano
- 10 gennaio - Budda Baker, giocatore di football americano statunitense
- 10 gennaio - Filippo Baldi, allenatore di tennis e ex tennista italiano
- 10 gennaio - Issam Ben Khémis, calciatore tunisino
- 10 gennaio - Larissa Crummer, ex calciatrice australiana
- 10 gennaio - Carlo De Angelis, pallavolista italiano
- 10 gennaio - Cristiano DiGiacinto, hockeista su ghiaccio canadese
- 10 gennaio - John Frederiksen, calciatore faroese
- 10 gennaio - Abdallah Gomaa, calciatore egiziano
- 10 gennaio - Vagner Gonçalves, calciatore capoverdiano
- 10 gennaio - Zīsīs Karachalios, calciatore greco
- 10 gennaio - Marta Maggetti, velista italiana
- 10 gennaio - Lauren McCrostie, attrice britannica
- 10 gennaio - Andrea Migno, pilota motociclistico italiano
- 10 gennaio - Kevin Méndez, calciatore uruguaiano
- 10 gennaio - Andi Naude, sciatrice freestyle canadese
- 10 gennaio - Vinceroy Nelson, calciatore nevisiano
- 10 gennaio - Joshua Pacio, artista marziale misto filippino
- 10 gennaio - María Paulina Pérez, tennista colombiana
- 10 gennaio - Ahmed Sayed, calciatore egiziano
- 10 gennaio - Jonathan Toledo, calciatore uruguaiano
- 10 gennaio - Rômulo da Silva, calciatore brasiliano
- 10 gennaio - Sakurako Ōhara, cantante e attrice giapponese
- 11 gennaio - Francis D'Albenas, ex calciatore uruguaiano
- 11 gennaio - Baco Exu do Blues, rapper e cantante brasiliano
- 11 gennaio - Ulisses Garcia, calciatore portoghese
- 11 gennaio - Stef Gronsveld, ex calciatore olandese
- 11 gennaio - Georg Hegele, sciatore alpino tedesco
- 11 gennaio - Leonardo Heredia, calciatore argentino
- 11 gennaio - Javier Jiménez Moreno, calciatore spagnolo
- 11 gennaio - Valerij Lučkevyč, calciatore ucraino
- 11 gennaio - Darian Mack, pallavolista statunitense
- 11 gennaio - Alejandro Melo, calciatore argentino
- 11 gennaio - Max Montana, ex cestista statunitense
- 11 gennaio - Kaio Nunes, calciatore brasiliano
- 11 gennaio - Diadie Samassékou, calciatore maliano
- 11 gennaio - David Sambissa, calciatore francese
- 11 gennaio - Danielzinho, calciatore brasiliano
- 11 gennaio - Leroy Sané, calciatore tedesco
- 11 gennaio - Cody Thompson, giocatore di football americano statunitense
- 11 gennaio - Gustavo Tocantins, calciatore brasiliano
- 11 gennaio - Luca Vignali, calciatore italiano
- 11 gennaio - ZUZU, fumettista e illustratrice italiana
- 12 gennaio - Beatrice Berti, pallavolista italiana
- 12 gennaio - Aaron Calver, calciatore australiano
- 12 gennaio - Bonzie Colson, cestista statunitense
- 12 gennaio - Alexis Conaway, pallavolista statunitense
- 12 gennaio - Ai Hashimoto, attrice e modella giapponese
- 12 gennaio - Ella Henderson, cantante britannica
- 12 gennaio - Lior Inbrum, calciatore israeliano
- 12 gennaio - Okko Järvi, cestista finlandese
- 12 gennaio - Daan Klinkenberg, calciatore olandese
- 12 gennaio - Lee Hye-Kyeong, judoka sudcoreana
- 12 gennaio - Bamidele Olaseni, giocatore di football americano inglese
- 12 gennaio - Jake Pemberton, ex cestista statunitense
- 12 gennaio - Vitória Cristina Rosa, velocista brasiliana
- 12 gennaio - Dīmītrīs Stamatīs, cestista greco
- 12 gennaio - Olga Strantzalī, pallavolista greca
- 12 gennaio - Rin Sumida, calciatrice giapponese
- 12 gennaio - Adam Swandi, ex calciatore singaporiano
- 13 gennaio - Amirul Adli, calciatore singaporiano
- 13 gennaio - Babajide David, calciatore nigeriano
- 13 gennaio - Germán Ferreyra, calciatore argentino
- 13 gennaio - Filip Gavenda, pallavolista slovacco
- 13 gennaio - Fernando Kreling, pallavolista brasiliano
- 13 gennaio - Aníta Hinriksdóttir, mezzofondista islandese
- 13 gennaio - Kamil Majchrzak, tennista polacco
- 13 gennaio - Alexis Francisco Peña, calciatore messicano
- 13 gennaio - Yanni Regäsel, calciatore tedesco
- 13 gennaio - Oliver Sail, calciatore neozelandese
- 13 gennaio - Ryan Smith, ex giocatore di football americano e ex rugbista a 15 statunitense
- 13 gennaio - Nikos Vergos, calciatore greco
- 13 gennaio - Vasilij Čerov, calciatore russo
- 14 gennaio - Justin Bibbs, cestista statunitense
- 14 gennaio - Samer Bisharat, attore e musicista palestinese
- 14 gennaio - Victor Edvardsen, calciatore svedese
- 14 gennaio - Jon Gorenc-Stanković, calciatore sloveno
- 14 gennaio - Andrej Magdevski, cestista macedone
- 14 gennaio - Aimi Nouchi, judoka giapponese
- 14 gennaio - Christian Rivera, calciatore colombiano
- 14 gennaio - Javier Rojas, calciatore boliviano
- 14 gennaio - Zhao Rui, cestista cinese
- 14 gennaio - Nikita Černov, calciatore russo
- 15 gennaio - Ebou Adams, calciatore inglese
- 15 gennaio - Dove Cameron, attrice e cantante statunitense
- 15 gennaio - Jordan Caroline, cestista statunitense
- 15 gennaio - Tan Chun Lok, calciatore hongkonghese
- 15 gennaio - Luis Chávez, calciatore messicano
- 15 gennaio - Sofiane Daham, calciatore algerino
- 15 gennaio - Giulia De Lellis, personaggio televisivo e imprenditrice italiana
- 15 gennaio - Abdoulaye Diallo, calciatore senegalese
- 15 gennaio - Jake Dixon, pilota motociclistico britannico
- 15 gennaio - Jelena Erić, ciclista su strada e ciclocrossista serba
- 15 gennaio - Romano Fenati, pilota motociclistico italiano
- 15 gennaio - Callum Gilbert, canoista neozelandese
- 15 gennaio - Justin Hollins, giocatore di football americano statunitense
- 15 gennaio - Rick Ketting, calciatore olandese
- 15 gennaio - Sumire Kikuchi, pattinatrice di short track giapponese
- 15 gennaio - Kim Chae-yeong, goista sudcoreana
- 15 gennaio - Allan Kyambadde, calciatore ugandese
- 15 gennaio - Agustín Lavezzi, calciatore argentino
- 15 gennaio - João Lucas, calciatore portoghese
- 15 gennaio - Sulayman Marreh, calciatore gambiano
- 15 gennaio - Charlie Raposo, ex sciatore alpino britannico
- 15 gennaio - Petr Rys, calciatore ceco
- 15 gennaio - Deebo Samuel, giocatore di football americano statunitense
- 15 gennaio - Katharina Truppe, sciatrice alpina austriaca
- 15 gennaio - José Vildoza, cestista argentino
- 16 gennaio - Henri Avagyan, calciatore armeno
- 16 gennaio - Amber Barrett, calciatrice irlandese
- 16 gennaio - Fabien Centonze, calciatore francese
- 16 gennaio - Randy Chirino, calciatore costaricano
- 16 gennaio - Enzo Copetti, calciatore argentino
- 16 gennaio - Junior Flemmings, calciatore giamaicano
- 16 gennaio - Nicolás Giménez, calciatore argentino
- 16 gennaio - Anastasija Grišina, ginnasta russa
- 16 gennaio - Jennie, cantante, rapper e attrice sudcoreana
- 16 gennaio - Daisy Osakue, discobola italiana
- 16 gennaio - Fátima Pinto, calciatrice portoghese
- 16 gennaio - Andrew Porter, rugbista a 15 irlandese
- 16 gennaio - Caio Rangel, calciatore brasiliano
- 16 gennaio - Däuren Tūrsağūlov, giocatore di calcio a 5 kazako
- 16 gennaio - Zhou Qi, cestista cinese
- 17 gennaio - Alma, cantante finlandese
- 17 gennaio - Fabricio Alvarenga, calciatore argentino
- 17 gennaio - Reza Asadi, calciatore iraniano
- 17 gennaio - Nakarin Atiratphuvapat, pilota motociclistico thailandese
- 17 gennaio - Miguel Bandarra, calciatore portoghese
- 17 gennaio - Ygor Biordi, cestista sammarinese
- 17 gennaio - Pinchi, calciatore spagnolo
- 17 gennaio - Darius Harris, giocatore di football americano statunitense
- 17 gennaio - Katarzyna Konat, calciatrice polacca
- 17 gennaio - Victor Lafay, ciclista su strada francese
- 17 gennaio - Elis Manolova, lottatrice bulgara
- 17 gennaio - Sixten Mohlin, ex calciatore svedese
- 17 gennaio - Karlo Muhar, calciatore croato
- 17 gennaio - Klaus Mäkelä, direttore d'orchestra e violoncellista finlandese
- 17 gennaio - Emil Stoev, calciatore bulgaro
- 17 gennaio - Zakaria Suraka, ex calciatore ghanese
- 17 gennaio - Hernán Toledo, calciatore argentino
- 17 gennaio - Allonzo Trier, cestista statunitense
- 17 gennaio - Jesse Vandenbulcke, ciclista su strada e pistard belga
- 17 gennaio - Nile Wilson, ex ginnasta inglese
- 17 gennaio - Kazuma Yamaguchi, calciatore giapponese
- 18 gennaio - Chala Beyo, siepista etiope
- 18 gennaio - Ibrahim Keïta, calciatore francese
- 18 gennaio - Guillaume Dutoit, tuffatore svizzero
- 18 gennaio - Tzeims Eymorfidīs, calciatore greco
- 18 gennaio - Sarah Gilman, attrice statunitense
- 18 gennaio - Omar Govea, calciatore messicano
- 18 gennaio - J.T. Gray, giocatore di football americano statunitense
- 18 gennaio - Ivo Grbić, calciatore croato
- 18 gennaio - Izuka Hoyle, attrice britannica
- 18 gennaio - Miguelón, calciatore spagnolo
- 18 gennaio - Maxim Lobanovszkij, nuotatore ungherese
- 18 gennaio - Kylie Masse, nuotatrice canadese
- 18 gennaio - Abdullahi Mustapha, calciatore nigeriano
- 18 gennaio - Theophilus Solomon, calciatore nigeriano
- 18 gennaio - Mia Swanegan, pallavolista statunitense
- 18 gennaio - Igor Wadowski, cestista polacco
- 19 gennaio - Ben Banogu, giocatore di football americano nigeriano
- 19 gennaio - Max Clark, calciatore inglese
- 19 gennaio - Zander Fagerson, rugbista a 15 britannico
- 19 gennaio - Diego García, marciatore spagnolo
- 19 gennaio - Taye Girma, mezzofondista etiope
- 19 gennaio - Mathias Graf, sciatore freestyle e ex sciatore alpino austriaco
- 19 gennaio - Edson Gutiérrez, calciatore messicano
- 19 gennaio - Marcel Hartel, calciatore tedesco
- 19 gennaio - Lyes Houri, calciatore francese
- 19 gennaio - Hu Yadan, tuffatrice cinese
- 19 gennaio - Jakub Jankto, calciatore ceco
- 19 gennaio - Breezy Johnson, sciatrice alpina statunitense
- 19 gennaio - Jan Kubičík, snowboarder ceco
- 19 gennaio - Iōannīs Kyriazīs, giavellottista greco
- 19 gennaio - Qazim Laçi, calciatore albanese
- 19 gennaio - Hervé Matthys, calciatore belga
- 19 gennaio - Boris Mbala, cestista camerunese
- 19 gennaio - Nemanja Mihajlović, calciatore serbo
- 19 gennaio - Gabriel Mutombo, calciatore francese
- 19 gennaio - Joel Nouble, calciatore inglese
- 19 gennaio - Lucas França, calciatore brasiliano
- 19 gennaio - Xabi Oroz, cestista spagnolo
- 19 gennaio - Kaique Vergilio, calciatore brasiliano
- 19 gennaio - Sam Welsford, pistard e ciclista su strada australiano
- 20 gennaio - Francisco Amiel, cestista portoghese
- 20 gennaio - Sebastiano Bianchetti, pesista e discobolo italiano
- 20 gennaio - Ese Brume, lunghista nigeriana
- 20 gennaio - Simone Forte, triplista e lunghista italiano
- 20 gennaio - Bright Gyamfi, calciatore ghanese
- 20 gennaio - Bonke Innocent, calciatore nigeriano
- 20 gennaio - Dejan Kerkez, calciatore serbo
- 20 gennaio - Dzmitryj Nabokaŭ, altista bielorusso
- 20 gennaio - Jovana Preković, karateka serba
- 20 gennaio - Aykhan Taghizade, taekwondoka azero
- 20 gennaio - Yang Hye-ji, attrice sudcoreana
- 20 gennaio - Eloge Yao, calciatore ivoriano
- 20 gennaio - Katie Zelem, calciatrice inglese
- 20 gennaio - Luiz Felipe da Rosa Machado, calciatore brasiliano
- 21 gennaio - Marco Asensio, calciatore spagnolo
- 21 gennaio - Marcos Astina, calciatore argentino
- 21 gennaio - Catherine Hurlin, danzatrice statunitense
- 21 gennaio - Marc Jurczyk, pistard tedesco
- 21 gennaio - Aldo Kalulu, calciatore francese
- 21 gennaio - Kyle Kitchens, giocatore di football americano statunitense
- 21 gennaio - Jorge Lendeborg Jr., attore dominicano
- 21 gennaio - Félix Michel, ex cestista francese
- 21 gennaio - Bede Amarachi Osuji, calciatore nigeriano
- 21 gennaio - Cristian Pavón, calciatore argentino
- 21 gennaio - Darral Willis, cestista statunitense
- 21 gennaio - Florian Wilmsmann, sciatore freestyle tedesco
- 21 gennaio - Daniel dos Anjos, calciatore brasiliano
- 22 gennaio - Dillon Brooks, cestista canadese
- 22 gennaio - Ramazan Civelek, calciatore turco
- 22 gennaio - Gao Shiyan, cestista cinese
- 22 gennaio - Sami Gayle, attrice statunitense
- 22 gennaio - Angus Gunn, calciatore inglese
- 22 gennaio - Jana Kirpičenko, fondista russa
- 22 gennaio - Oleg Lanin, calciatore russo
- 22 gennaio - Pierce LePage, multiplista canadese
- 22 gennaio - Iddrisu Baba, calciatore ghanese
- 22 gennaio - Kévin N'Doram, calciatore francese
- 22 gennaio - Octavian, rapper francese
- 22 gennaio - Maksim Rudakov, calciatore russo
- 22 gennaio - Minami Tanaka, doppiatrice giapponese
- 22 gennaio - Jane Thabantso, calciatore lesothiano
- 22 gennaio - Wesley Van Beck, cestista statunitense
- 23 gennaio - Kemal Ademi, calciatore tedesco
- 23 gennaio - Auro Alvaro da Cruz Junior, calciatore brasiliano
- 23 gennaio - Jaylen Barford, cestista statunitense
- 23 gennaio - Keita Bates-Diop, cestista statunitense
- 23 gennaio - Justin Bibbins, cestista statunitense
- 23 gennaio - Vincenzo Comunale, comico e autore televisivo italiano
- 23 gennaio - Mojtaba Goleij, lottatore iraniano
- 23 gennaio - Nicolas Haas, calciatore svizzero
- 23 gennaio - Janis Karabel'ov, calciatore bulgaro
- 23 gennaio - Liam Kelly, calciatore scozzese
- 23 gennaio - Jonathan Levi, calciatore svedese
- 23 gennaio - Ruben Loftus-Cheek, calciatore inglese
- 23 gennaio - Curtis McDowald, schermidore statunitense
- 23 gennaio - Cherif Ndiaye, calciatore senegalese
- 23 gennaio - Rauno Sappinen, calciatore estone
- 23 gennaio - Ían Soler, calciatore spagnolo
- 23 gennaio - Feyzi Yıldırım, calciatore turco
- 24 gennaio - Iyayi Atiemwen, calciatore nigeriano
- 24 gennaio - Breno Lopes, calciatore brasiliano
- 24 gennaio - Cristiana Rizzelli, taekwondoka italiana
- 24 gennaio - Stine Sandbech, calciatrice danese
- 24 gennaio - Patrik Schick, calciatore ceco
- 24 gennaio - Oumar Touré, nuotatore maliano
- 24 gennaio - Joel Waterman, calciatore canadese
- 25 gennaio - Patrick Asmah, calciatore ghanese
- 25 gennaio - Lawrence Ati-Zigi, calciatore ghanese
- 25 gennaio - Nir Bardea, calciatore israeliano
- 25 gennaio - Giulio Calabrò, velista italiano
- 25 gennaio - Redouan El Yaakoubi, calciatore olandese
- 25 gennaio - Tati Gabrielle, attrice statunitense
- 25 gennaio - Chase Gasper, calciatore statunitense
- 25 gennaio - Mohamed Hany, calciatore egiziano
- 25 gennaio - Michael Humphrey, ex cestista statunitense
- 25 gennaio - Seitarō Ichinohe, pattinatore di velocità su ghiaccio giapponese
- 25 gennaio - Adeja Lambert, pallavolista statunitense
- 25 gennaio - Yeison Molina, calciatore costaricano
- 25 gennaio - Rodrigo Moura, calciatore brasiliano
- 25 gennaio - Benard Ochieng, calciatore keniota
- 25 gennaio - Omid Popalzay, calciatore afghano
- 25 gennaio - Samir Radovac, calciatore bosniaco
- 25 gennaio - Ulises Rivas, calciatore messicano
- 25 gennaio - Tero Seppälä, biatleta finlandese
- 25 gennaio - Edwin Solano, calciatore honduregno
- 25 gennaio - Sayuri Sugimoto, ginnasta giapponese
- 25 gennaio - Adama Traoré, calciatore spagnolo
- 25 gennaio - Bryce Washington, cestista statunitense
- 25 gennaio - Jort van der Sande, calciatore olandese
- 25 gennaio - Burak Öksüz, calciatore turco
- 26 gennaio - Junior Ajayi, calciatore nigeriano
- 26 gennaio - Zakaria Bakkali, calciatore belga
- 26 gennaio - Tyger Drew-Honey, attore britannico
- 26 gennaio - Daeshon Francis, cestista statunitense
- 26 gennaio - Jonas Föhrenbach, calciatore tedesco
- 26 gennaio - Liam Gordon, calciatore scozzese
- 26 gennaio - Alexis Guendouz, calciatore algerino
- 26 gennaio - Hwang Hee-chan, calciatore sudcoreano
- 26 gennaio - Sakina Karchaoui, calciatrice francese
- 26 gennaio - Tomasz Loska, calciatore polacco
- 26 gennaio - María Pedraza, attrice e ballerina spagnola
- 26 gennaio - Paola Rojas, pallavolista portoricana
- 26 gennaio - Kortne Ford, ex calciatore statunitense
- 26 gennaio - Cristhian Tizón, calciatore uruguaiano
- 26 gennaio - Esmee Visser, pattinatrice di velocità su ghiaccio olandese
- 27 gennaio - Carmelo Algarañaz, calciatore boliviano
- 27 gennaio - Luete Ava Dongo, calciatore della Repubblica Democratica del Congo
- 27 gennaio - Alejandro Díaz Liceága, calciatore messicano
- 27 gennaio - Marcus Epps, giocatore di football americano statunitense
- 27 gennaio - Corentin Ermenault, pistard e ciclista su strada francese
- 27 gennaio - Adur Etxezarreta, sciatore alpino spagnolo
- 27 gennaio - Fu Yiting, schermitrice cinese
- 27 gennaio - Adrien Garel, ciclista su strada e pistard francese
- 27 gennaio - Charmaine Häusl, calciatore seychellese
- 27 gennaio - Braeden Lemasters, attore, musicista e cantante statunitense
- 27 gennaio - Madre London, giocatore di football americano statunitense
- 27 gennaio - Ion Lupusor, cestista moldavo
- 27 gennaio - Klemen Pucko, calciatore sloveno
- 27 gennaio - Istok Rodeš, sciatore alpino croato
- 27 gennaio - Rabahi Salim, judoka algerino
- 27 gennaio - Ángela Tenorio, velocista ecuadoriana
- 27 gennaio - Thayná Silva, cestista brasiliana
- 27 gennaio - Ultimo, cantautore italiano
- 27 gennaio - Szilárd Vereș, calciatore rumeno
- 28 gennaio - Nilson Castrillón, calciatore colombiano
- 28 gennaio - Milan Gajić, calciatore serbo
- 28 gennaio - Rei Higuchi, lottatore giapponese
- 28 gennaio - Chris Lacy, giocatore di football americano statunitense
- 28 gennaio - Lorran de Oliveira Quintanilha, calciatore brasiliano
- 28 gennaio - Lebo Mothiba, calciatore sudafricano
- 28 gennaio - Pavel Osipov, ex calciatore russo
- 28 gennaio - Esteban Rueda, calciatore argentino
- 28 gennaio - Sébastien Salles-Lamonge, calciatore francese
- 28 gennaio - Cristian Sención, calciatore uruguaiano
- 28 gennaio - Luca Sperandio, rugbista a 15 italiano
- 28 gennaio - Ksenija Stankevič, lottatrice bielorussa
- 28 gennaio - Paweł Stolarski, calciatore polacco
- 28 gennaio - John-Patrick Strauß, calciatore tedesco
- 28 gennaio - Keyshawn Woods, cestista statunitense
- 28 gennaio - César Yanis, calciatore panamense
- 29 gennaio - Dajour Buffonge, ex calciatore montserratiano
- 29 gennaio - Leonel Ferroni, calciatore argentino
- 29 gennaio - Nora Foss al-Jabri, cantante norvegese
- 29 gennaio - Alpha Kaba, cestista francese
- 29 gennaio - Kenan Karahodžić, cestista bosniaco
- 29 gennaio - Kim Yeong-nam, tuffatore sudcoreano
- 29 gennaio - Anton Krešić, calciatore croato
- 29 gennaio - Ihor Kyrjuchancev, calciatore ucraino
- 29 gennaio - Matías López, nuotatore paraguaiano
- 29 gennaio - Sara Malara, calciatrice italiana
- 29 gennaio - Tyson Pérez, cestista dominicano
- 29 gennaio - Senni Salminen, triplista finlandese
- 29 gennaio - Jaboree Williams, giocatore di football americano statunitense
- 29 gennaio - Vito van Crooij, calciatore olandese
- 29 gennaio - Orkan Çınar, calciatore tedesco
- 30 gennaio - Douglas Abner, calciatore brasiliano
- 30 gennaio - Corey Baird, calciatore statunitense
- 30 gennaio - Juraj Bellan, ciclista su strada slovacco
- 30 gennaio - Paweł Bochniewicz, calciatore polacco
- 30 gennaio - Franz Brorsson, calciatore svedese
- 30 gennaio - Dylan Carter, nuotatore trinidadiano
- 30 gennaio - Martina Fusini, calciatrice italiana
- 30 gennaio - Pharaoh, rapper russo
- 30 gennaio - Arlington Hambright, giocatore di football americano statunitense
- 30 gennaio - Jordan Heading, cestista australiano
- 30 gennaio - Eero Hirvonen, combinatista nordico finlandese
- 30 gennaio - Joca, calciatore portoghese
- 30 gennaio - Vincenzo Lizzi, pugile italiano
- 30 gennaio - Zoltán Lévai, lottatore ungherese
- 30 gennaio - Ruka Norimatsu, calciatrice giapponese
- 30 gennaio - Jack Rowe, mezzofondista britannico
- 30 gennaio - Amanda Sirico, schermitrice statunitense
- 30 gennaio - Jonielle Smith, velocista giamaicana
- 30 gennaio - Malik Turner, giocatore di football americano statunitense
- 30 gennaio - James West, mezzofondista britannico
- 30 gennaio - Xiao Ruoteng, ginnasta cinese
- 30 gennaio - Aleksandr Ėktov, calciatore russo
- 31 gennaio - Yazan Abu Arab, calciatore giordano
- 31 gennaio - Elias Andersson, calciatore svedese
- 31 gennaio - Leron Black, ex cestista e allenatore di pallacanestro statunitense
- 31 gennaio - Francesca Blasoni, calciatrice italiana
- 31 gennaio - Biagio Borrelli, pallanuotista italiano
- 31 gennaio - Tiago Castro, calciatore portoghese
- 31 gennaio - Joel Courtney, attore statunitense
- 31 gennaio - Nikita Dragun, imprenditrice e youtuber belga
- 31 gennaio - Jonas Gemmer, calciatore danese
- 31 gennaio - Robert Grant, velocista e ostacolista italiano
- 31 gennaio - Juanpe, calciatore spagnolo
- 31 gennaio - Krišs Kārkliņš, calciatore lettone
- 31 gennaio - Chris Lammons, giocatore di football americano statunitense
- 31 gennaio - Master KG, cantante e disc jockey sudafricano
- 31 gennaio - Regina Oja, biatleta estone
- 31 gennaio - AJ Paterson, calciatore statunitense
- 31 gennaio - Léo Pereira, calciatore brasiliano
- 31 gennaio - Ekaterina Tyryškina, calciatrice russa
- 31 gennaio - Jordan Ver Hoeve, attore e modello statunitense
- 31 gennaio - Gavin Whyte, calciatore nordirlandese
- 31 gennaio - Jamie Wilson, calciatore anglo-verginiano